# Stare Miasto (Iława)
Stare Miasto – centralna część Iławy, która zastąpiła zniszczoną w 1945 roku przedwojenną zabudowę. Powstało w latach 1968-1972. 

Położenie na mapie Iławy

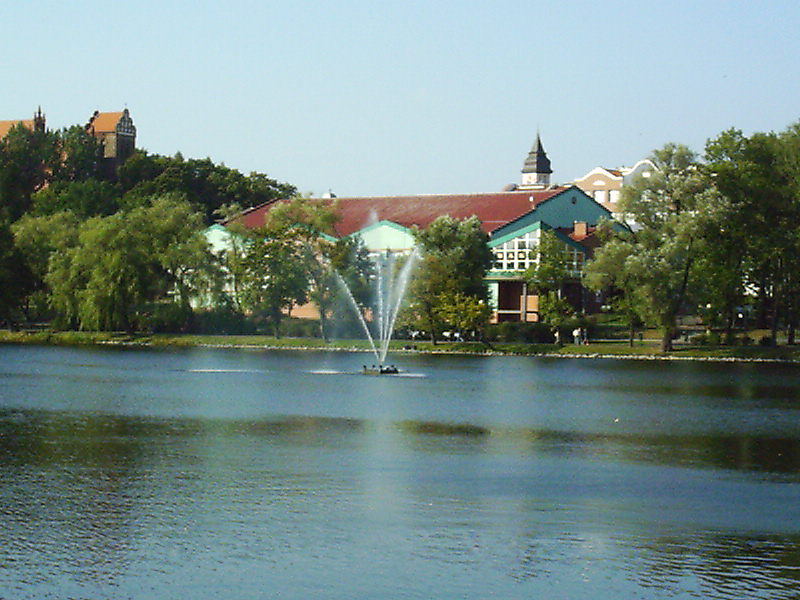
Jeziorak. W tle hala sportowo-widowiskowa, kościół Przemienienia Pańskiego, szkoła podstawowa nr 3 oraz wieża ratusza.

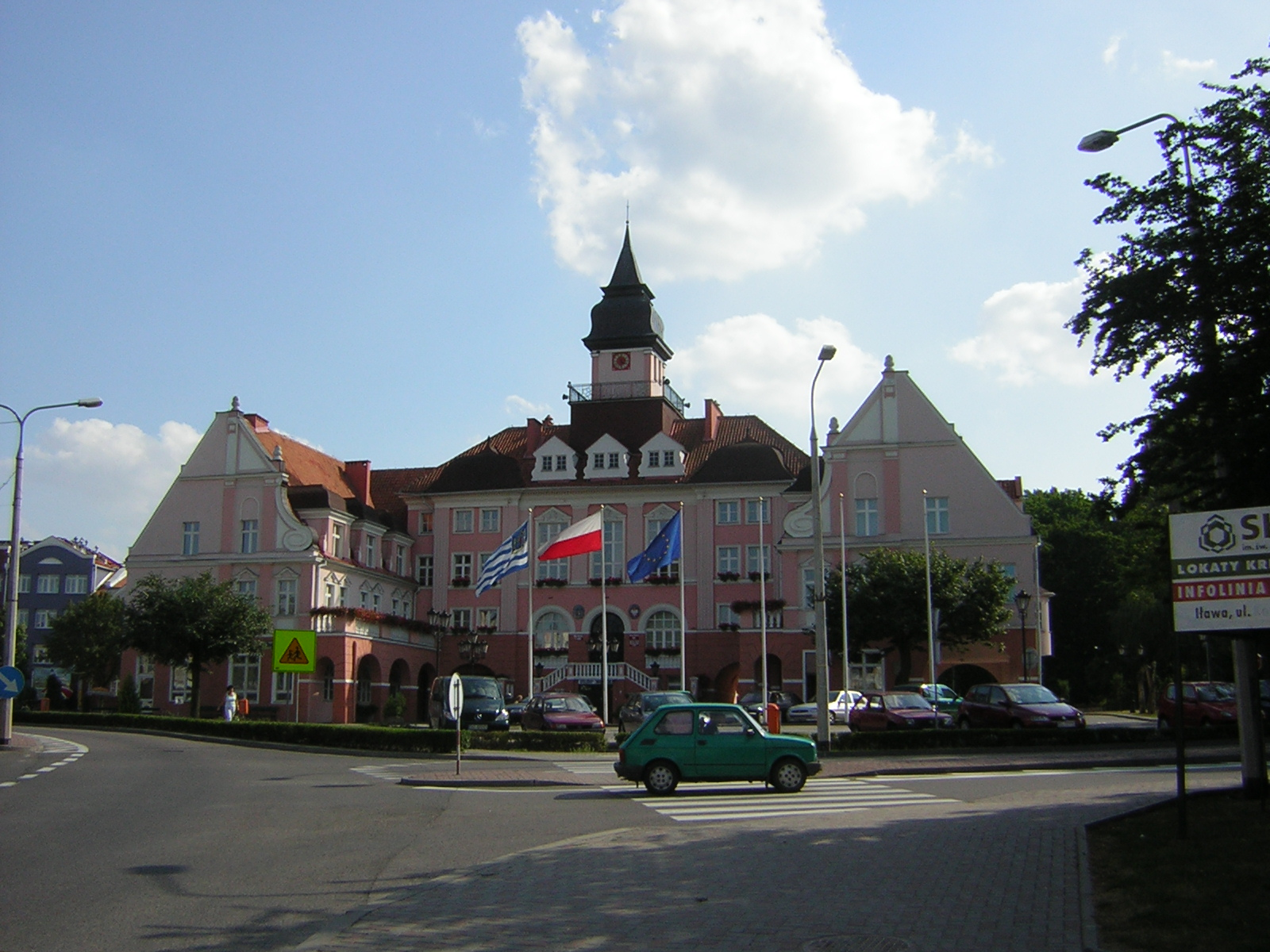
Ratusz miejski.

W obrębie osiedla znajduje się m.in.:
- Gotycki kościół pw. Przemienienia Pańskiego (pot. zw. "czerwony"), zbudowany w latach 1317-1325
- Gotyckie mury miejskie
- Neobarokowy ratusz z 1912 r. (Urząd Miasta)
- Neoklasycystyczna hala miejska z 1916, obecnie (początek XXI wieku) kino-teatr).
- fontanny
- Szkoła podstawowa nr 3 im. Polskich Olimpijczyków
- Hala Sportowo-Widowiskowa
- Zespół Szkół Zawodowych im. Konstytucji 3 Maja ul. Mierosławskiego 10.
- bloki mieszkalne, m.in. zbudowane z wielkiej płyty,

## Ulice Starego Miasta
- Bandurskiego
- Dąbrowskiego (część)
- bulwar im. Jana Pawła II (część)
- Konstytucji 3 Maja
- Kościelna
- Mierosławskiego
- Niepodległości (część)
- al. Pojednania
- Skargi

## Komunikacja
Przez teren osiedla przebiegają trasy 6 linii komunikacyjnych. Są to linie numer: 
- 1 - (Długa-Cmentarz)
- 2 - (Długa-Ogrody)
- 4 - (Dworzec Główny-Aleja Jana Pawła II)
- 5 - (Długa-Sienkiewicza)
- 7 - (Nowa Wieś-Nowa Wieś)
- 8 - (Długa-Radomek)

Linie biegną ulicami: Dąbrowskiego i Konstytucji 3 Maja.

## Iławskie Stare Miasto na mapach

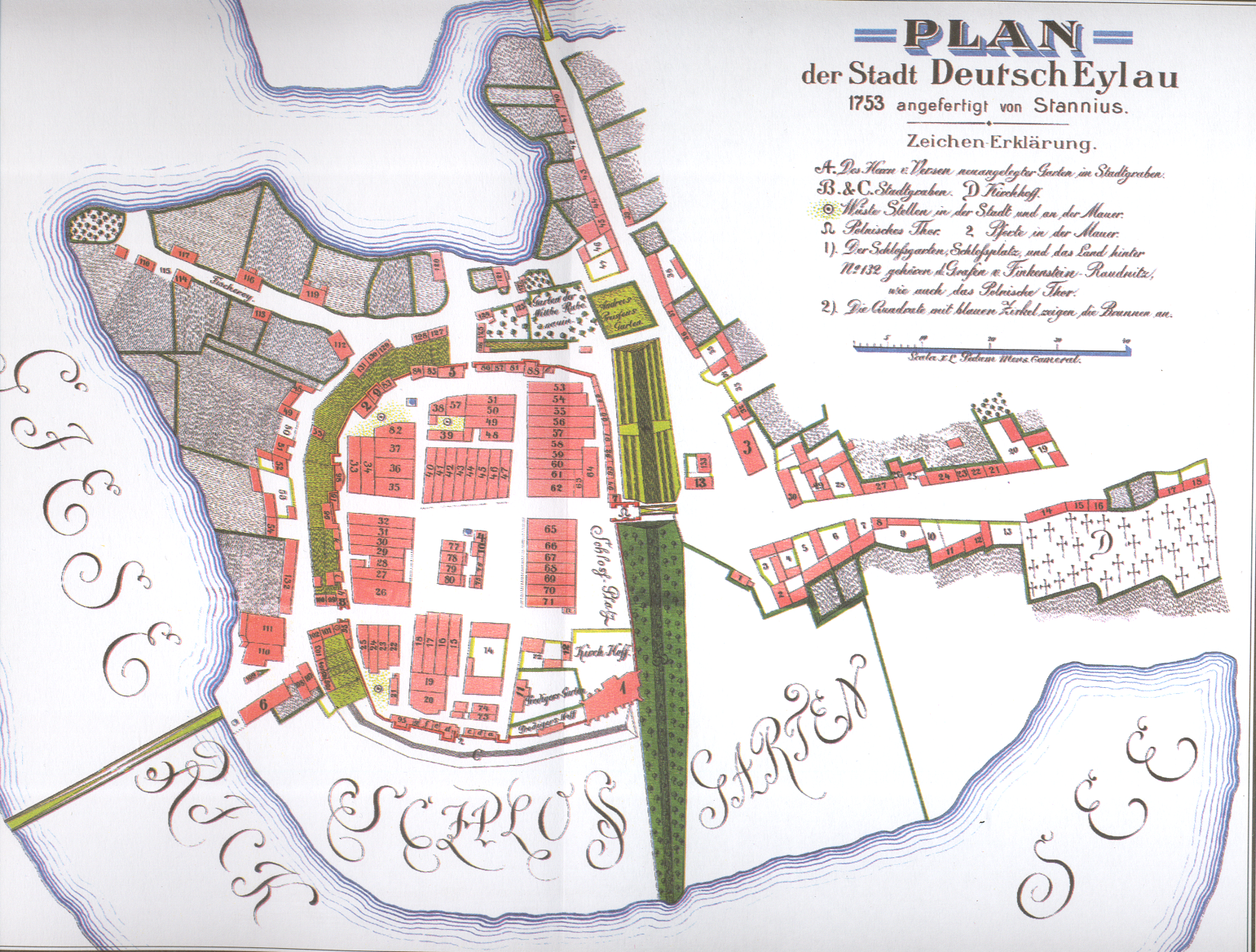
Stare Miasto w 1753 r.
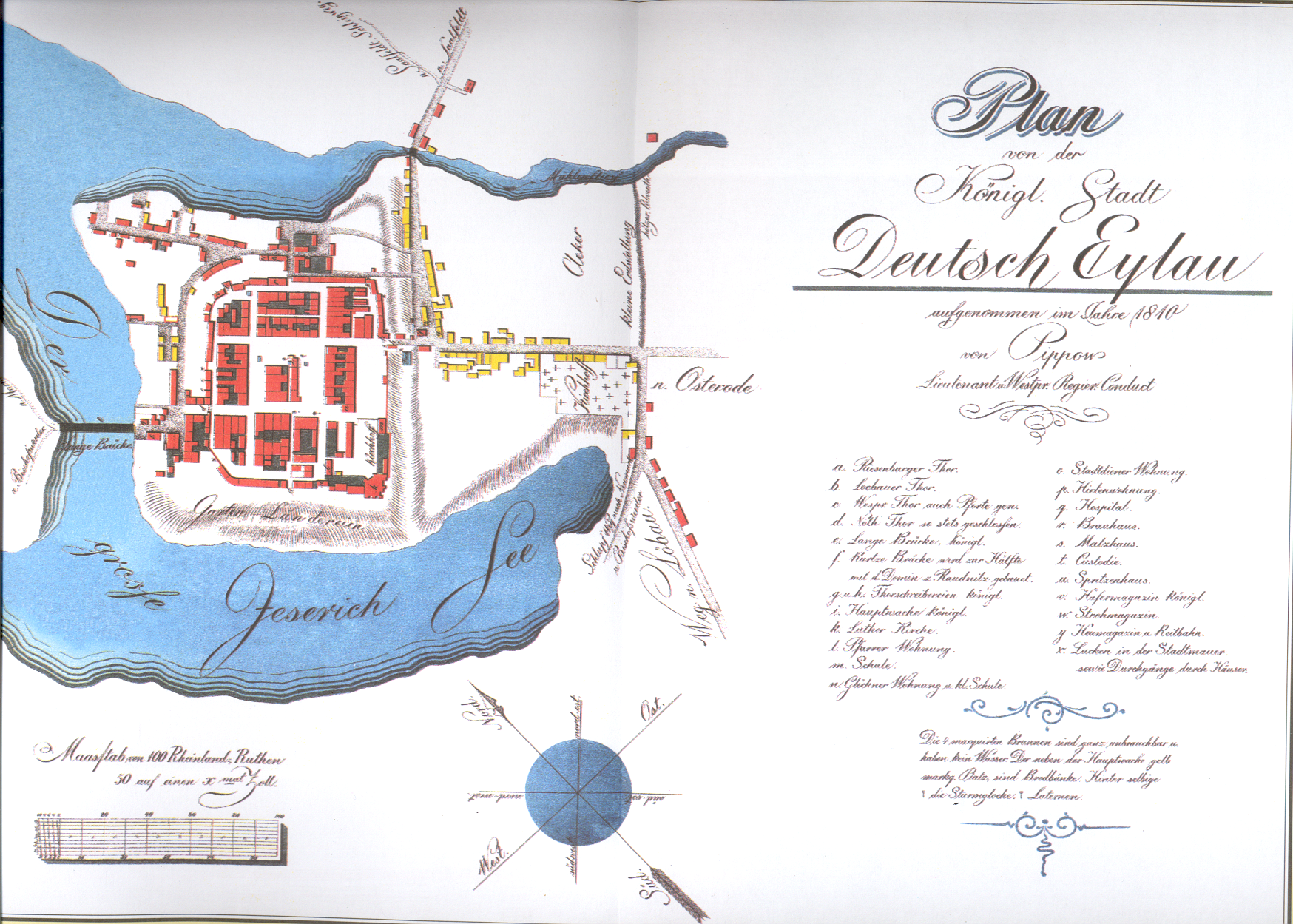
Stare Miasto w 1810 r.
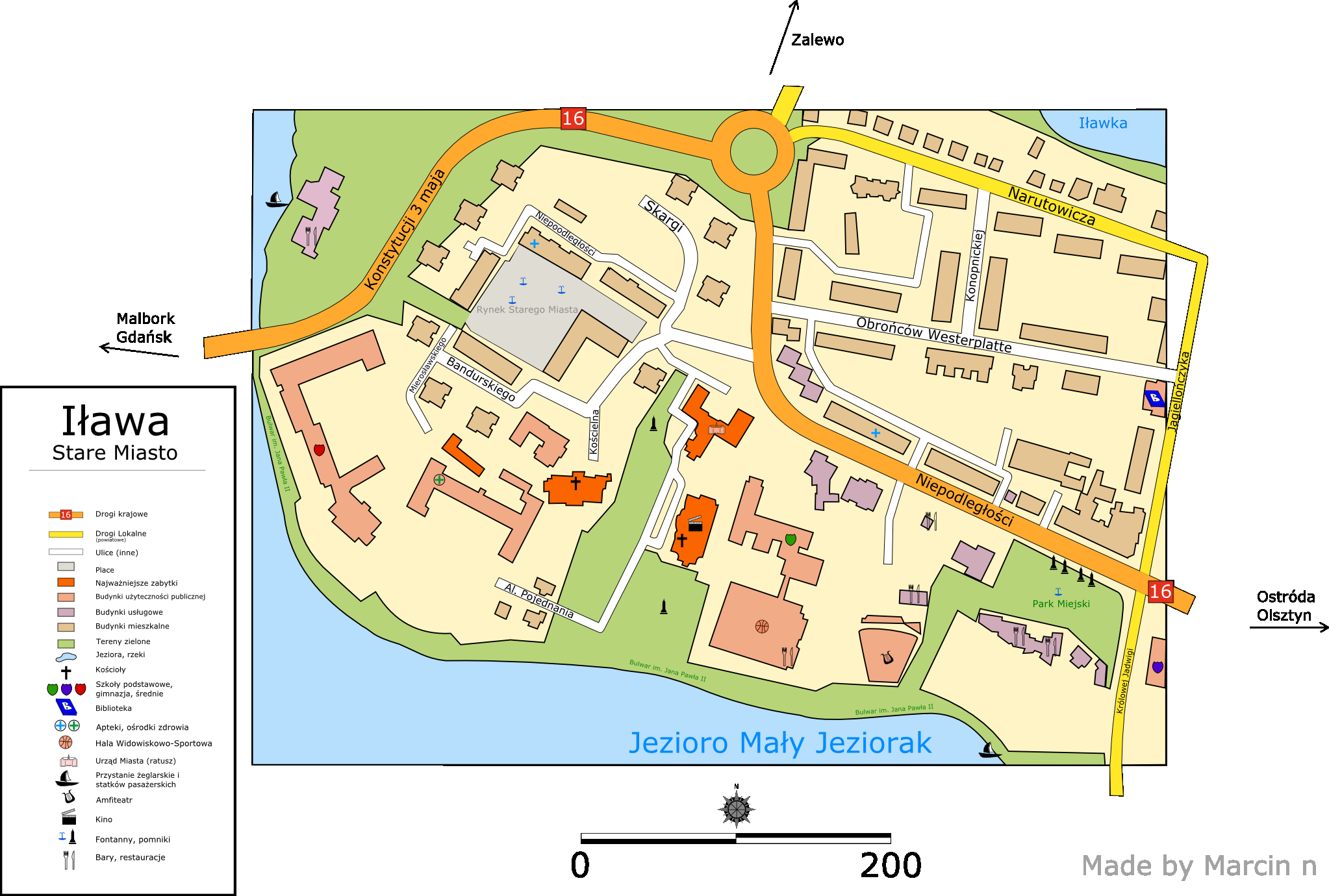
Stare Miasto obecnie